# Nèstor Torres Torres
D. Nèstor Torres Torres (n. 1949 ) és un botànic eivissenc.

## Algunes publicacions
- pere Fraga, max Debussche, m. Grandjanny, néstor Torres, g. Debussche, Maurici Mus Amézquita. 1997. Ecologie d'une espèce endémique en milieu insulaire: Cyclamen balearicum Wilk. aux Îles Baléares = Ecology of an endemic insular species: Cyclamen balearicum Wilk. in the Balaeric Islands. Anales del Jardín Botánico de Madrid, ISSN 0211-1322, Vol. 55, Nº 1, pp. 31-48 llegir